# ポール・アンリ・ルコント

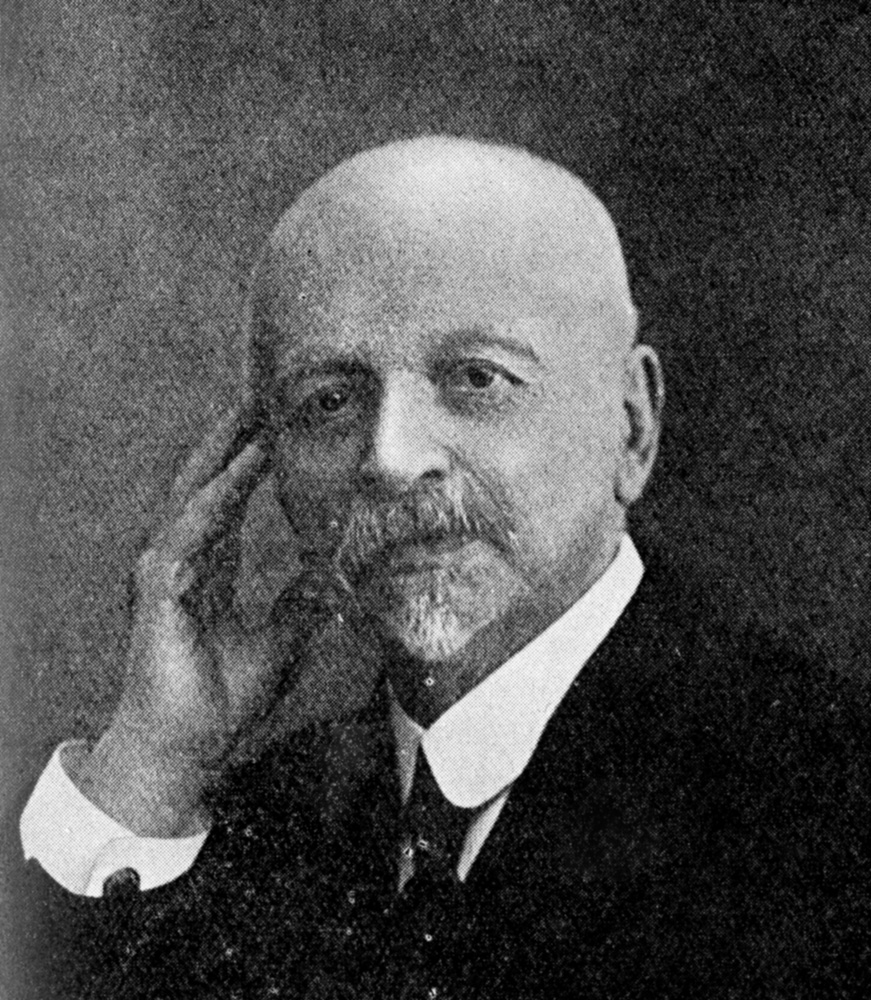
ポール・アンリ・ルコント

ポール・アンリ・ルコント（フランス語: Paul Henri Lecomte、1856年1月8日 - 1934年6月12日）はフランスの植物学者である。
ヴォージュ県のサン＝ナボールで生まれた。1884年に大学を卒業した後、パリのサンルイのリセの教師になった。教師のかたわら、パリ自然史博物館の植物研究室で、フィリップ・エドゥアール・レオン・ヴァン・ティガンの仕事を手伝った。1889年に博士号を得て、その後、北アメリカ、エジプト、アンティル諸島、フランス領ギアナ、フランス領インドシナの科学調査に参加した。
約20年間にわたりパリ自然史博物館のボランティアをしていたが、1906年にルイ・エドゥアール・ビューローの後継者として種子植物部門の部長の座に迎えられ正式の職員となった。1917年にフランス科学アカデミーの会員に選ばれた。15冊ほどの著者があり、Notions de botanique （「植物学」） 、Formation de la vanilline dans la vanille (「ヴァニラからヴァニリンの生成」） 、Les bois d’Indochine（「インドシナとの樹木」） 、 Madagascar: les bois de la forêt d'Analamazaotra (「マドガスカル: アンダシベの樹木と花」）).などがある。